# Stadio dell'Emirates Club
Lo Stadio dell'Emirates Club (in arabo استاد خليفة بن زايد‎?, in inglese Emirates Club Stadium) è uno stadio calcistico della città di Ras al-Khaimah, negli Emirati Arabi Uniti.
Costruito nel 2004, ospita le partite dell'Emirates Club e può contenere fino a 7 000 spettatori. È dotato di una sola tribuna coperta e di pista d'atletica.

## Partite della AFC Champions League 2011
| Arbitro: | Lee Min-Hu (Korea Republic) |

|                     |           |  |
| Daoudi 5’ Ahmed 24’ | Marcatori |  |

| Arbitro: | Choi Myung-Yong (Korea Republic) |

|                    |           |               |
| Bouguèche 25’, 41’ | Marcatori | 45’ Bin Saran |

| Arbitro: | Malik Abdul Bashir (Singapore) |

|  |           |           |
|  | Marcatori | 80’ Ghazi |